# Maserati Birdcage 75th
Maserati Birdcage 75th (англ. birdcage — птичья клетка) — концепт-кар, разработанный и созданный командой дизайнеров компании Pininfarina в сотрудничестве с Motorola и Maserati. В разработке концепта приняли участие такие дизайнеры как Лоуи Вермерс (англ.), Джейсон Кастриота (англ.) и Джузеппе Рандаззо (Giuseppe Randazzo) под руководством Кена Окуяма (англ.). Автомобиль был впервые представлен в 2005 году на автосалоне в Женеве, где получил престижную премию Louis Vuitton Classic Concept Award. Своё название автомобиль получил в честь классического гоночного болида 1960-х годов «Maserati Birdcage» (Maserati Tipo 61) (англ.), а также в связи с 75-летним юбилеем компании Pininfarina.

## Шасси
Birdcage 75th построен на базе шасси гоночного автомобиля Maserati MC12 GT1 выполненного из углеродного волокна. В автомобиле установлен двигатель Ferrari Dino F140 V12, расположенный в середине кузова. Двигатель подвергся тюнингу, в результате чего мощность составила около 700 лошадиных сил.

## Кузов

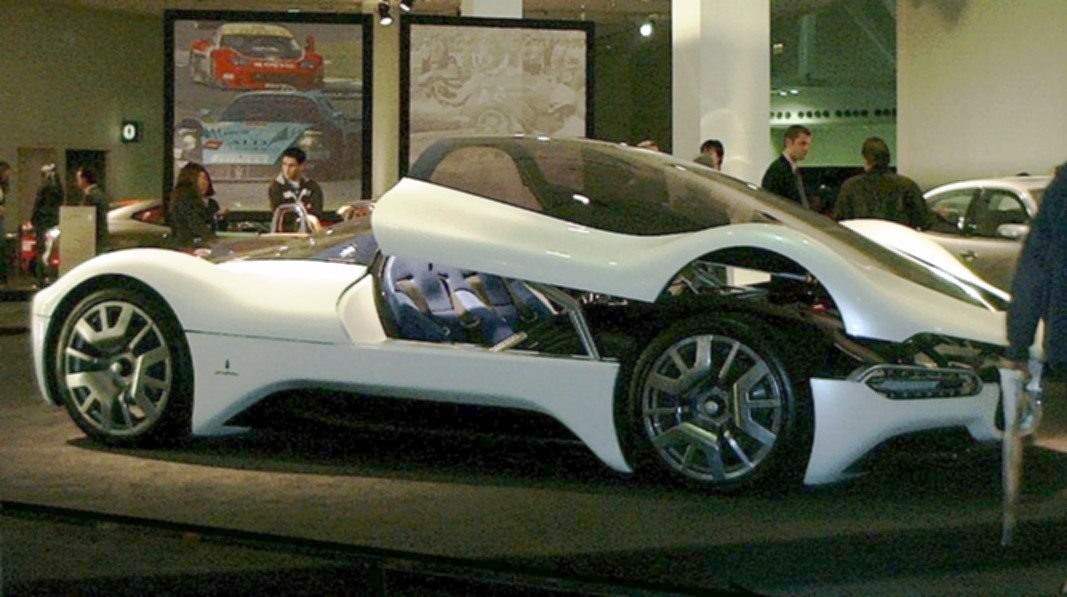
Верхнеподвесная дверь Maserati Birdcage 75th

Корпус автомобиля был разработан Pininfarina, чтобы отпраздновать 75-летие компании. Шестимесячный процесс проектирования запечатлён в документальном фильме под названием «Sleek Dreams».
Экстерьер выполнен из углепластика с задними диффузорами и двумя спойлерами, которые автоматически поднимаются на скорости. Лобовое стекло сделано из плексигласа и простирается от передней до задней части автомобиля. Это необходимо из-за низкой посадки водителя, а также отсутствия боковых зеркал заднего вида.
Характерной особенностью Birdcage является отсутствие боковых дверей, вместо них установлена верхнеподвесная дверь.

## Награды
- 2005 — «Best Concept», Женевский автосалон
- 2005 — «L’automobile più bella del mondo» («Самый красивый автомобиль в мире») в категории концепт-кар[6]
- 2006 — «Louis Vuitton Classic Concept Award»[2]